# Bound for Glory
Bound for Glory (в переводе с англ. — «В поисках славы») — это шоу по рестлингу по системе pay-per-view (PPV), ежегодно проводимое в октябре американским рестлинг-промоушном Impact Wrestling. Шоу было создано в 2005 году, чтобы служить главным PPV-событием компании, подобно WrestleMania в WWE. По состоянию на январь 2022 года в произошло шестнадцать шоу.

## Шоу
| №                                         | Шоу                    | Дата            | Город                      | Арена                  | Главное событие | Прим. |
| ----------------------------------------- | ---------------------- | --------------- | -------------------------- | ---------------------- | --- | ----- |
| 1                                         | Bound for Glory (2005) | 23 октября 2005 | Орландо, Флорида           | Impact Zone            | Джефф Джарретт (с) против Райно за титул чемпиона мира NWA в тяжелом весе с Тито Ортисом в качестве специального приглашенного рефери                                     | [ 1 ] |
| 2                                         | Bound for Glory (2006) | 22 октября 2006 | Плимут, Мичиган            | Compuware Sports Arena | Джефф Джарретт (с) против Стинга в матче «титул против карьеры» за титул чемпиона мира NWA в тяжелом весе с Куртом Энглом в качестве специального приглашенного энфорсера | [ 2 ] |
| 3                                         | Bound for Glory (2007) | 14 октября 2007 | Дулут, Джорджия            | Gwinnett Center        | Курт Энгл (c) против Стинга за титул чемпиона мира TNA в тяжёлом весе | [ 3 ] |
| 4                                         | Bound for Glory IV     | 12 октября 2008 | Хоффман Эстейтс, Иллинойс  | Sears Centre Arena     | Самоа Джо (с) против Стинга за титул чемпиона мира TNA в тяжёлом весе | [ 4 ] |
| 5                                         | Bound for Glory (2009) | 18 октября 2009 | Ирвайн, Калифорния         | Bren Events Center     | Эй Джей Стайлз (c) против Стинга за титул чемпиона мира TNA в тяжёлом весе                                                                                                |       |
| 6                                         | Bound for Glory (2010) | 10 октября 2010 | Дейтона-Бич, Флорида       | Ocean Center           | Джефф Харди против Курта Энгла против Мистера Андерсона в матче за вакантный титул чемпиона мира TNA в тяжёлом весе                                                       | [ 5 ] |
| 7                                         | Bound for Glory (2011) | 16 октября 2011 | Филадельфия, Пенсильвания  | Liacouras Center       | Курт Энгл (c) против Бобби Руда за титул чемпиона мира TNA в тяжёлом весе                                                                                                 | [ 6 ] |
| 8                                         | Bound for Glory (2012) | 14 октября 2012 | Финикс, Аризона            | GCU Arena              | Остин Эйрис (с) против Джеффа Харди за титул чемпиона мира TNA в тяжёлом весе                                                                                             | [ 7 ] |
| 9                                         | Bound for Glory (2013) | 20 октября 2013 | Сан-Диего, Калифорния      | Viejas Arena           | Булли Рей (c) против Эй Джей Стайлза в матче без дисквалификаций за титул чемпиона мира TNA в тяжёлом весе                                                                |       |
| 10                                        | Bound for Glory (2014) | 12 октября 2014 | Токио, Япония              | Коракуэн               | Великий Мута и Таджири против Джеймса Шторма и Великого Санады |       |
| 11                                        | Bound for Glory (2015) | 4 октября 2015  | Конкорд, Северная Каролина | Cabarrus Arena         | Итан Картер III (c) против Дрю Гэллоуэя против Мэтта Харди за титул чемпиона мира TNA в тяжёлом весе с Джеффом Харди в качестве специального приглашенного рефери         |       |
| 12                                        | Bound for Glory (2016) | 2 октября 2016  | Орландо, Флорида           | Impact Zone            | Лэшли (с) против Итана Картера III в матче без правил за титул чемпиона мира TNA в тяжёлом весе                                                                           |       |
| 13                                        | Bound for Glory (2017) | 5 ноября 2017   | Оттава, Онтарио, Канада    | Aberdeen Pavilion      | Илай Дрейк (с) против Джонни Импакта за титул глобального чемпиона Impact                                                                                                 | [ 8 ] |
| 14                                        | Bound for Glory (2018) | 14 октября 2018 | Нью-Йорк, Нью-Йорк         | Melrose Ballroom       | Остин Эйрис (c) против Джонни Импакта за титул чемпиона мира Impact | [ 9 ] |
| 15                                        | Bound for Glory (2019) | 20 октября 2019 | Вилла Парк, Иллинойс       | Odeum Expo Center      | Брайан Кейдж (c) против Сами Каллихана в матче без дисквалификаций за титул чемпиона мира Impact                                                                          |       |
| 16                                        | Bound for Glory (2020) | 24 октября 2020 | Нэшвилл, Теннесси          | Skyway Studios         | Эрик Янг (с) против Рича Суонна за титул чемпиона мира Impact |       |
| 17                                        | Bound for Glory (2021) | 23 октября 2021 | Поместье Санрайз, Невада   | Sam’s Town Live        | Джош Александр (с) против Лося за титул чемпиона мира Impact |       |
| (c) – обозначает чемпиона до начала матча |                        |                 |                            |                        | |       |